# Scipione Borghese (príncipe)

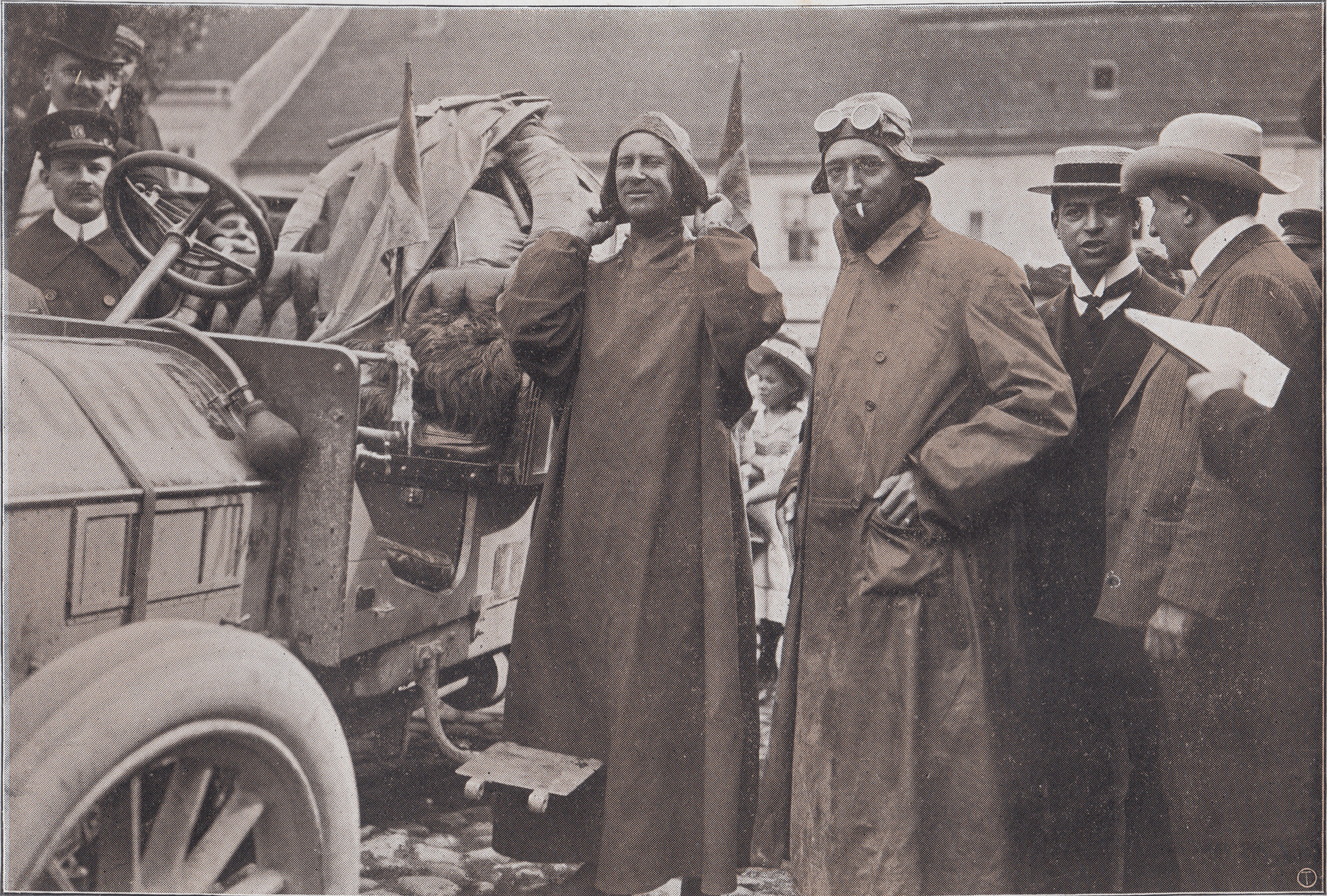
El príncipe Borghese, a la izquierda, durante la carrera Peking to Paris de 1907.

El príncipe Scipione Borghese nació en Roma en 1871, descendiente del famoso cardenal Scipione Caffarelli Borghese (1576-1633), mecenas de las artes.

## Biografía
Destinado desde niño a la diplomacia y a la política, Scipione se distinguió como deportista en equitación y alpinismo, siendo también explorador y adquiriendo fama justa de planificar sus expediciones con una rigurosa precisión. 

### Peking to Paris
Cuando el diario francés Le Matin organizó un raid automovilístico al gusto de la época (la Peking to Paris), el príncipe decidió participar en el mismo y, mejor aún, decidió ganarlo, previendo extraer jugosos rendimientos de la popularidad que la hazaña le reportaría. Todas sus previsiones se cumplieron, justamente porque dispuso los medios precisos. Fue el concurrente que mejor preparó la monstruosa expedición de más de 14 000 km, solicitando a la marca Itala que le facilitara un auto resistente y rápido y asegurándose el auxilio del mecánico-chofer Ettore Guizzardi y del periodista Luigi Barzini, que relataría las incidencias del viaje en crónicas para el Corriere della Sera y el Daily Telegraph.
El ingeniero Alberto Balloco le preparó concienzudamente un Itala 40 CV de tres plazas, animado por el motor de 4 cilindros de culata en T, 7433 cm³ y 45 HP efectivos a 1250 r/m, que le confería una velocidad de unos 100 km/h, incluso a plena carga (lo cual incluía 300 litros de combustible en dos depósitos separados, entre los cuales se acomodaba el mecánico).  Por supuesto, Itala disponía de motores más potentes (como el 100 HP con el que Giovanni-Battista Raggio había ganado la I Coppa Florio 1905), pero se consideró prioritaria la fiabilidad y la resistencia de la mecánica. Y, a fin de cuentas, el motor de 45 HP también había sido estrenado con éxito en competición cuando Alessandro Cagno ganó la I Targa Florio 1906, reservada a autos fabricados como mínimo en 10 unidades iguales y de precio de venta inferior a 200 000 liras. 
Borghese estableció por su cuenta una cadena de puestos de asistencia, cuidando todos los detalles previsibles. Por fortuna para él, no tendría muchos rivales, y estos no acudirían tan bien dispuestos al desafío. El aventurero Charles Godard, un motociclista acrobático, pidió a la casa Spyker uno de sus excelentes turismos de 15 HP, pero no se molestó en estudiar previamente la ruta ni en establecer puntos de aprovisionamiento. Incluso vendió los repuestos adquiridos a crédito para poder costearse el viaje hasta la salida en Pekín. 
Se contaba también con dos DeDion-Bouton 10 HP, pilotados por el periodista Georges Cormier y por Victor Collignon, además de un inverosímil triciclo Contal de 6 HP que llevaba el osado y optimista Auguste Pons. 
Antes de partir el 10 de junio, los concurrentes se comprometieron por escrito a viajar en convoy y a auxiliarse unos a otros, pero Borghese se hallaba ausente de dicha reunión y no firmó el compromiso.
Tanto Barzini y Cormier como otro periodista, Jean du Taillis, se encargaron de mantener informada a la afición con sus crónicas. Como era de prever, Pons se quedó por el camino, mientras que el retrasado Charley Godard (que había logrado recuperar 5000 km en dos semanas, realizando una de las mayores heroicidades del raid) fue detenido en Enghien, acusado de fraude, pero el Spyker, conducido por otro miembro del equipo, llegó a París junto con los dos DeDion, aunque veinte días más tarde que el Itala de Borghese, que había encabezado la prueba a lo largo de los dos meses que duró la misma.
Con tal ventaja, el Itala verde de Scipione Borghese y sus dos compañeros se paseó en las últimas etapas. Cormier fue clasificado 2.º y Collignon 3.º. El promedio del Itala resultó de unos 11 km/h, sin descontar paradas o 15,15 km/h contabilizando solo los 44 días de marcha efectiva, cálculos que aún no estaban confirmados cuando ya se anunciaba la siguiente prueba, New York-Paris.
Como tenía previsto, Scipione Borghese capitalizó la fama que le había reportado su triunfo, tras ser aclamado como un héroe en Italia. El año siguiente publicó el libro De Pekin a París en Auto, escrito en comandita con su compañero de fatigas Luigi Barzini (1874-1947), y poco después fue elegido para diputado, dedicándose a la política hasta su muerte en 1927, a los veinte años de la hazaña.
Nueve décadas después del I Pekin/París, en 1997 se reeditó el raid, que fue ganado por Phil Surtees/John Bailys a bordo de un Jeep Ford/Willys 1942 con el que cubrieron los 16 000 km en 43 días y 17 minutos, a un promedio de 15,5 km/h:  no parece demasiado progreso en casi un siglo.